# Жаров Сергій Петрович
Сергій Петрович Жаров (1912—1999) — майор радянської армії, учасник німецько-радянської війни, Герой Радянського Союзу (1944).

## Біографія
Народився 8 вересня 1912 року в Москві. У дитинстві з сім'єю переїхав у Коломну, де закінчив сім класів школи і школу фабрично-заводського учнівства, після чого працював ливарником на Коломенському паровозобудівному заводі, а пізніше — муляром на будівництвах у Тульській області і в Центральному архівному управлінні Москви. У 1934—1936 роках проходив службу в РСЧА. Після демобілізації працював водієм кондитерської фабрики «Рот-Фронт».
У 1939 році закінчив тримісячні курси середнього начальницького складу, отримав офіцерське звання. У травні 1941 року Жаров повторно був призваний в армію. Із червня того ж року — на фронті війни. Брав участь у боях на Центральному, Брянському, Західному, Південно-Західному, Сталінградському, Воронезькому, Степовому, 2-му Українському фронтах. За час війни п'ять разів був поранений. Брав участь у Смоленській битві, боях на Сіверському Дінцю, в Ростовській області, боях за Харків, Курській битві. До вересня 1943 року гвардії старший лейтенант Сергій Жаров командував ротою протитанкових рушниць 3-го стрілецького батальйону 182-го гвардійського стрілецького полку 62-ї гвардійської стрілецької дивізії 37-ї армії Степового фронту. Відзначився під час битви за Дніпро.
28 вересня 1943 року зі своєю ротою переправився через Дніпро на північ від села Мішурин Ріг Верхньодніпровського району Дніпропетровської області Української РСР і захопив плацдарм на його західному березі. Рота під його командуванням успішно відбила кілька ворожих контратак, а потім активно брала участь у боях за розширення плацдарму. У бою був поранений, але й далі бився.
Указом Президії Верховної Ради СРСР «Про присвоєння звання Героя Радянського Союзу офіцерському, сержантському і рядовому складу Червоної армії» від 22 лютого 1944 року за «зразкове виконання бойових завдань командування при форсуванні річки Дніпро, розвиток бойових успіхів на правому березі річки і проявлені при цьому відвага і геройство» був удостоєний високого звання Героя Радянського Союзу з врученням ордена Леніна і медалі «Золота Зірка» за номером 3532.
Надалі брав участь у Корсунь-Шевченківській операції. У травні 1944 року направлений на командні курси «Постріл», які закінчив у січні 1945 року, після чого продовжував служити в радянських військах на території Польщі і Німеччини, а з вересня 1946 року — у Москві. У січні 1961 року звільнений у запас у званні майора.
Проживав у Москві, працював начальником Ізмайлівської дільниці інкасації Московського міського комітету Держбанку СРСР.
Помер 9 грудня 1999 року, похований на Ніколо-Архангельському кладовищі в Москві.

## Нагороди
Був також нагороджений орденами Вітчизняної війни І ступеня і Червона Зірки, низкою медалей.